# Belarussische Fußballnationalmannschaft der Frauen
Die belarussische Fußballnationalmannschaft der Frauen repräsentiert Belarus im internationalen Frauenfußball. Die Nationalmannschaft ist dem belarussischen Fußballverband unterstellt und wird von Eduard Demenkowez trainiert. Die belarussische Auswahl konnte sich bisher nicht für ein großes Turnier qualifizieren. Die beste Platzierung in der FIFA-Weltrangliste war Rang 37 im Dezember 2011.
In der Qualifikation zur WM 2011 traf die Mannschaft auf Norwegen, die Niederlande, die Slowakei und Mazedonien und belegte Platz 3.
In der EM-Qualifikation für die EM in Schweden traf Belarus auf Estland, Finnland, die Slowakei und die Ukraine. Mit vier Siegen, einem Remis und drei Niederlagen erreichte die Mannschaft Platz drei der Gruppe und konnte sich damit nicht qualifizieren, erreichte aber gegen Gruppensieger Finnland im Heimspiel ein 2:2.

## Turnierbilanz

### Weltmeisterschaft
- 1991: Keine Teilnahme, da Teil der Sowjetunion, die aber auch nicht teilnahm
- 1995: nicht teilgenommen
- 1999: Als Teilnehmer der B-Klasse keine Möglichkeit sich für die WM 1999 zu qualifizieren.
- 2003: Als Teilnehmer der B-Klasse keine Möglichkeit sich für die WM 2003 zu qualifizieren.
- 2007: nicht qualifiziert
- 2011: nicht qualifiziert
- 2015: nicht qualifiziert
- 2019: nicht qualifiziert
- 2023: nicht qualifiziert

### Europameisterschaft
- 1984 – 1991: Keine Teilnahme, da Teil der Sowjetunion, die aber auch nicht teilnahm
- 1993: nicht teilgenommen
- 1995: nicht teilgenommen
- 1997: Als Teilnehmer der B-Klasse keine Möglichkeit sich für die EM 1997 zu qualifizieren.
- 2001: Als Teilnehmer der B-Klasse keine Möglichkeit sich für die EM 2001 zu qualifizieren.
- 2005: Als Teilnehmer der B-Klasse keine Möglichkeit sich für die EM 2005 zu qualifizieren.
- 2009: nicht qualifiziert
- 2013: nicht qualifiziert
- 2017: nicht qualifiziert
- 2022: nicht qualifiziert
- 2025: nicht qualifiziert, Aufstieg in Liga B der UEFA Women’s Nations League 2025

### Olympische Spiele
Die Qualifikation erfolgte bis 2020 über die WM-Endrunde, ab 2024 über die UEFA Women’s Nations League.
- 1996: nicht teilgenommen
- 2000: Keine Möglichkeit sich zu qualifizieren
- 2004: Keine Möglichkeit sich zu qualifizieren
- 2008: nicht qualifiziert
- 2012: nicht qualifiziert
- 2016: nicht qualifiziert
- 2020: nicht qualifiziert
- 2024: Keine Möglichkeit sich zu qualifizieren

### Nations League
- 2023/24: Liga B4 – 4. Platz, Abstieg in Liga C für die EM-Qualifikation 2025
- 2025: Liga B3 – 4. Platz, Abstieg in Liga C für die WM-Qualifikation 2027